# Remember the Name
Remember the Name er en af Fort Minors sange, der kommer fra albummet The Rising Tied. Den blev udgivet i 2005.
| Musik | Spire Denne musikartikel er en spire som bør udbygges. Du er velkommen til at hjælpe Wikipedia ved at udvide den. |